# ESO 456-67
ESO 456-67 (Henize 2-359) – mgławica planetarna położona w gwiazdozbiorze Strzelca i oddalona o około dziesięć tysięcy lat świetlnych od Ziemi.